# Меддерсгайм
Меддерсгайм (нім. Meddersheim) — громада в Німеччині, розташована в землі Рейнланд-Пфальц. Входить до складу району Бад-Кройцнах. Складова частина об'єднання громад Бад-Зобернгайм.
Площа — 13,15 км2. Населення становить 1321 ос. (станом на 31 грудня 2020).

## Галерея

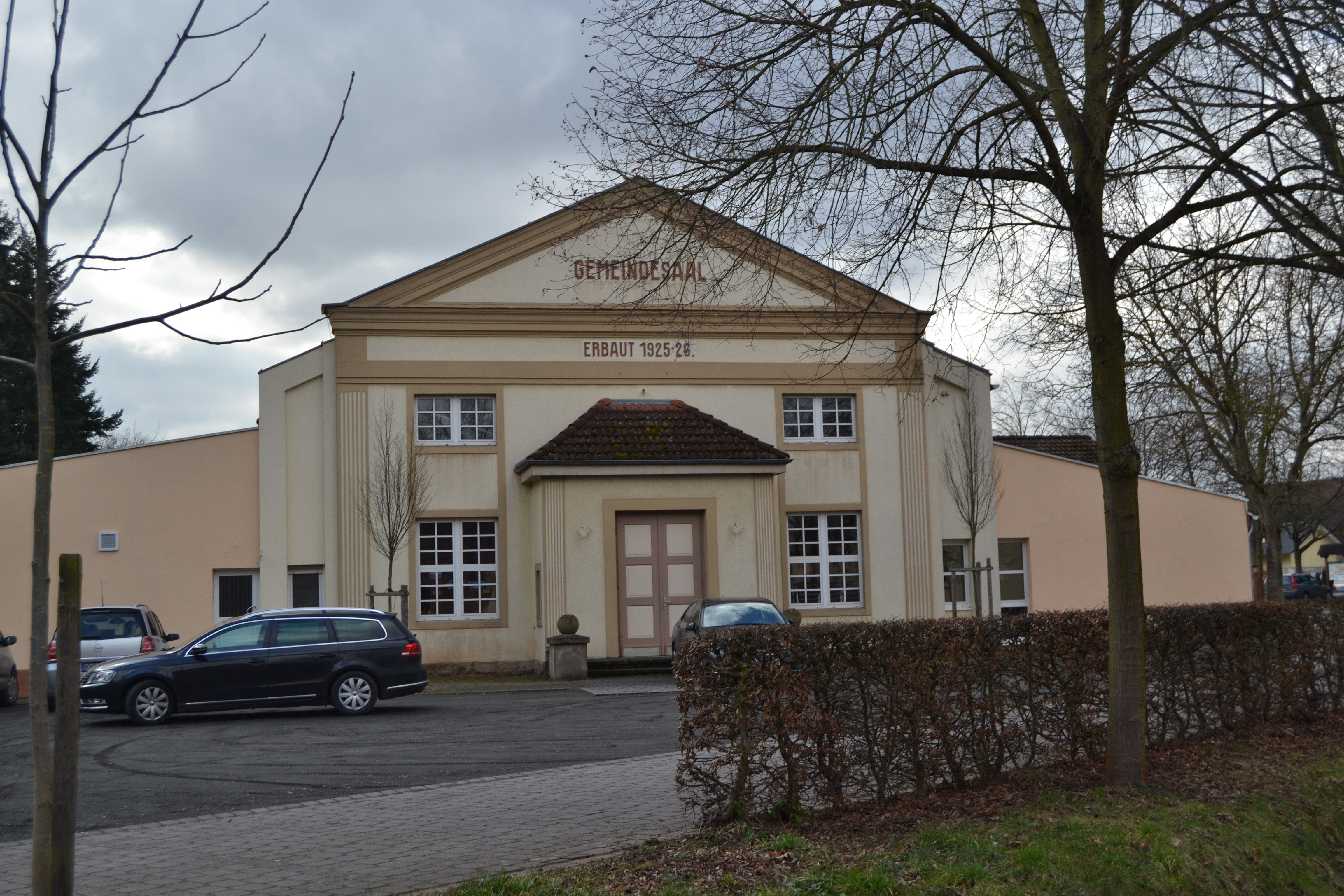